# District de Fenghua
Le district de Fenghua (chinois : 奉化区 ; pinyin : fènghuà qū) est une subdivision administrative de la province du Zhejiang en Chine. Il est placé sous la juridiction de la ville sous-provinciale de Ningbo.

## Démographie
La population du district était de 490 623 habitants en 1999.

## Personnalités
Tchang Kaï-chek : Né à Xikou, le 31 octobre 1887 dans le district de Fenghua, issu d'une famille de commerçants dont les ancêtres sont originaires de Yixing, préfecture de Wuxi, province du Jiangsu.
Il fut le chef militaire - avec le titre de généralissime - et, à diverses périodes et en alternance, le chef du gouvernement et le Président de la « première République chinoise » puis, jusqu'à sa mort, le Président de « République de Chine » à Taïwan.

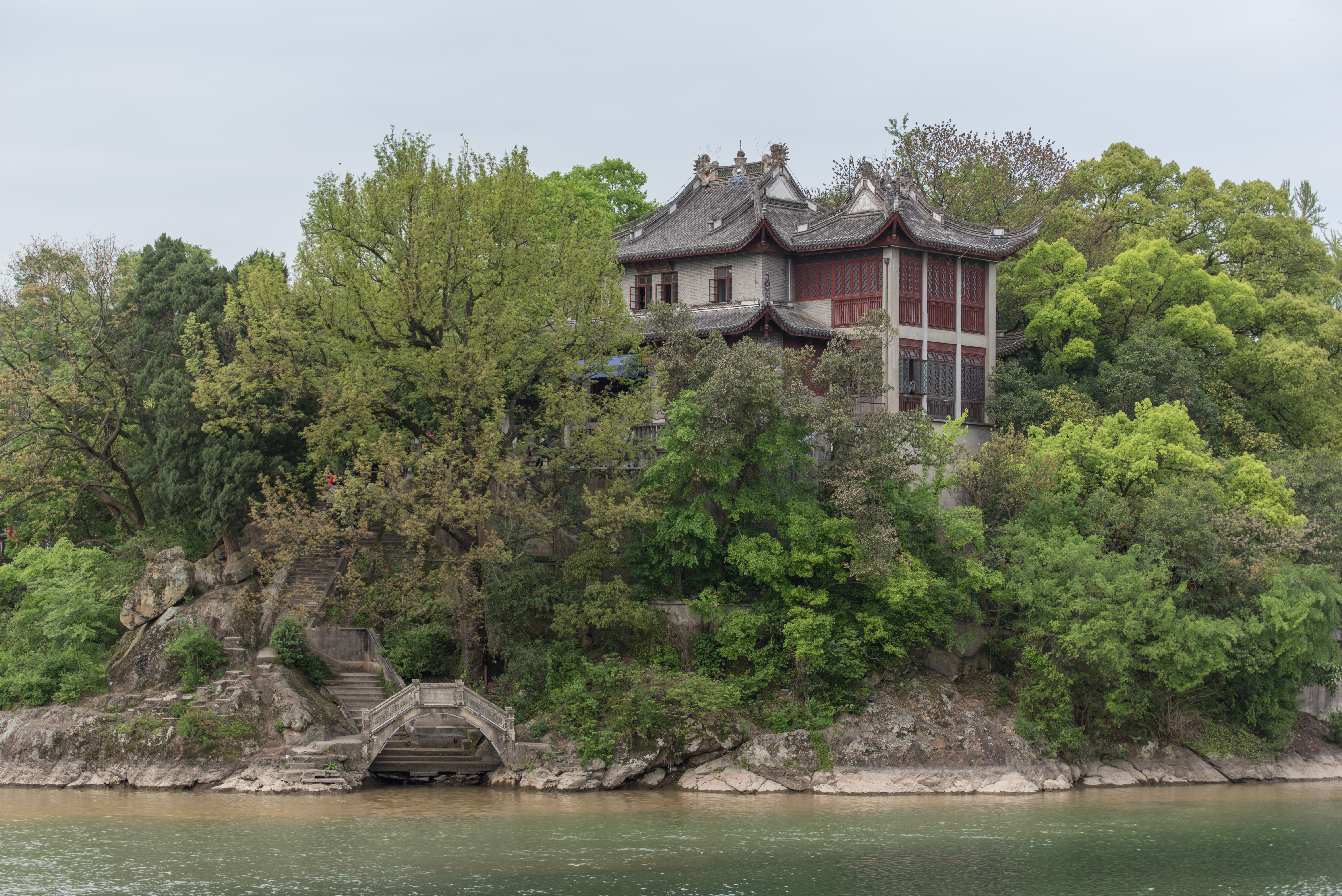
Pavillon Wenchang
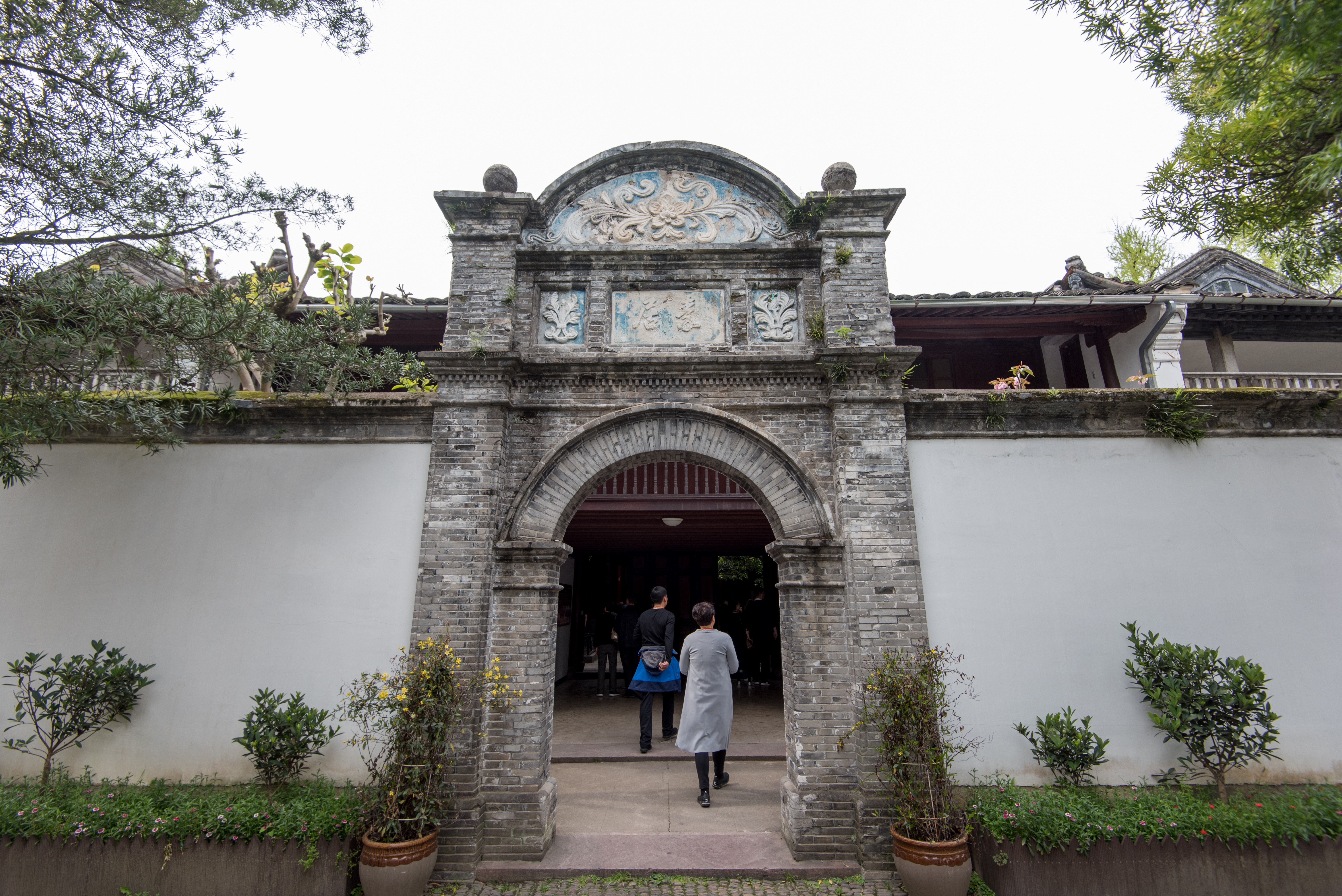
Maison Fenghao
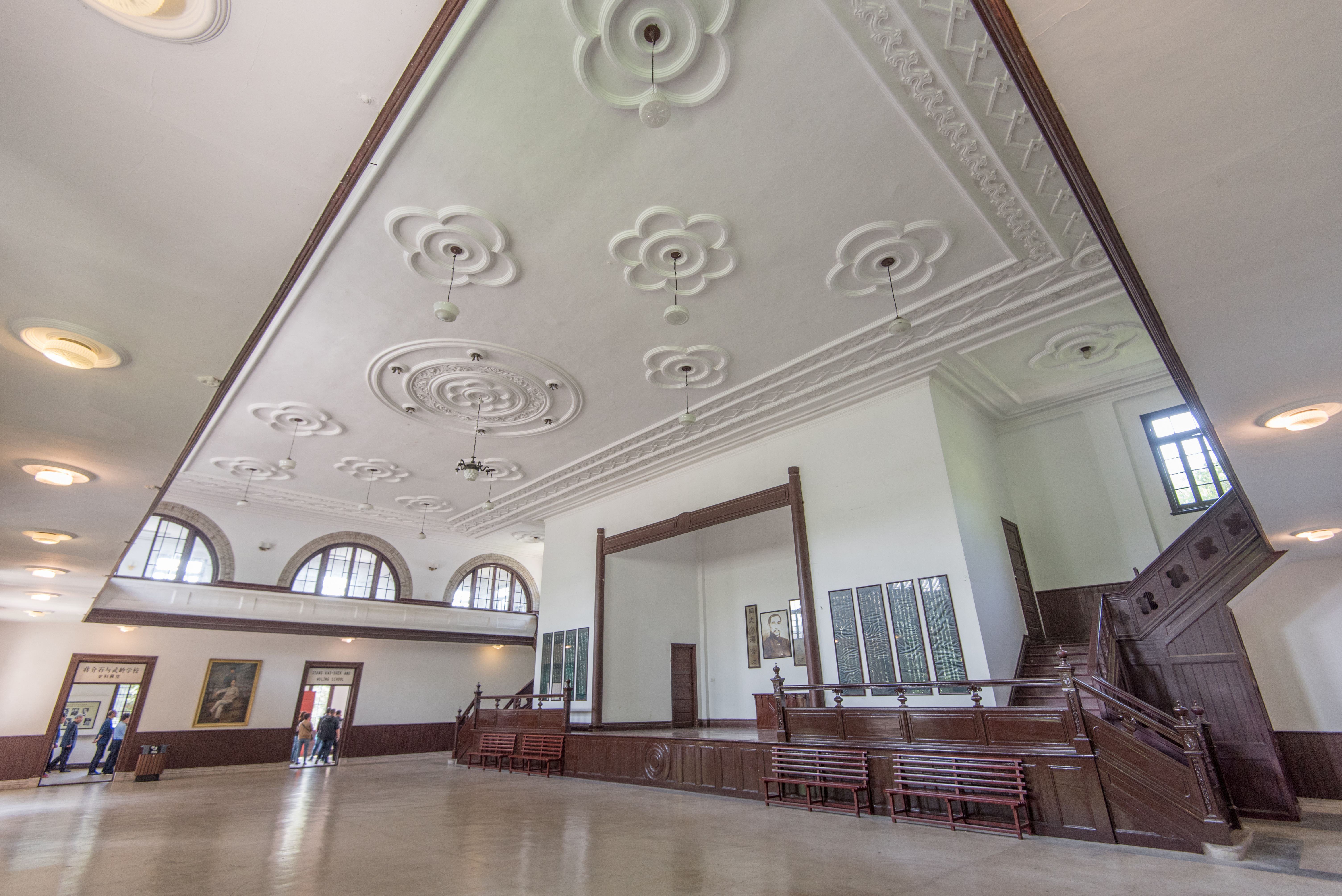
Salle de cérémonie de l'école Wuling

- Wang zheng ting( 王正廷，1882-1961 )

Aussi appele CT Wang, est un diplomate de la Republique de Chine. 
- situ zhi xun( 司徒志勳 )：  il est erudit et ecrivain